# Joan Pais i Melis
Joan Pais i Melis (l'Alguer 1875 - Càller, Sardenya 1964) fou un gramàtic, músic i poeta alguerès. Es llicencià en química i farmàcia, però alhora exercia de mestre de les bandes de música municipals de l'Alguer, Sorso i Sàsser, i l'any 1902 fou un dels fundadors de l'Agrupació Catalanista La Palmavera, en la qual va exercir una activitat intensa i per la qual va compondre la música de l'Himne alguerès d'Antoni Ciuffo. Tanmateix, fou exclòs de participar en el I Congrés Internacional de la Llengua Catalana de 1906, a diferència de Joan Palomba i Antoni Ciuffo, malgrat la seva amistat amb Antoni Maria Alcover i Sureda.
Va fer populars melodies seves com Desperta-te i O lluna vella, va aprofitar el seu càrrec de farmacèutic de la presó de Castiadas el 1912 per tal d'organitzar una orquestra amb presos i va propugnar l'adaptació de les normes gramaticals alguereses a la grafia normalitzada catalana mitjançant els seus articles a la revista Catalònia.

## Obres
- Grammatica del dialetto moderno d'Alghero (1899) publicada per Pasqual Scanu el 1970